# Cyzenis mitis
Cyzenis mitis är en tvåvingeart som först beskrevs av Charles Howard Curran 1930.  Cyzenis mitis ingår i släktet Cyzenis och familjen parasitflugor. Inga underarter finns listade i Catalogue of Life.